# Cao Thượng (thị trấn in Bắc Giang)
Cao Thượng is een thị trấn en tevens de hoofdplaats in het district Tân Yên, een van de districten in de Vietnamese provincie Bắc Giang. De provincie Bắc Giang ligt in het noordoosten van Vietnam, dat ook wel Vùng Đông Bắc wordt genoemd.